# Кабы не было зимы
«Кабы не было зимы» (укр. Якби не було зими) — пісня 1984 року з мультфільму «Зима в Простоквашино».

## Історія
Для фіналу мультфільму Зима в Простоквашино повинна була йти новорічна пісня. Нею стала Кабы не было зимы, яку написав Юрій Ентін, виконала співачка Валентина Толкунова, під музику Євгена Крилатова.
25 грудня 2018 Гарик Сукачов, Іван Охлобистін і Юлія Меньшова виконали кавер на пісню. Він послужив для новорічної серії мультиплікаційного серіалу Простоквашино.